# Viscum hildebrandtii
Viscum hildebrandtii är en sandelträdsväxtart som beskrevs av Adolf Engler. Viscum hildebrandtii ingår i släktet mistlar, och familjen sandelträdsväxter. Inga underarter finns listade i Catalogue of Life.